# ۷۱۴ (میلادی)
۷۱۴ (میلادی) هفتصد  و چهاردهمین سال تقویم میلادی است.

## درگذشتگان
‎